# Озопо
Озо̀по (на италиански: Osoppo; на фриулски: Osôf, Озоф) е малко градче и община в Северна Италия, провинция Удине, автономен регион Фриули-Венеция Джулия. Разположено е на 184 m надморска височина. Населението на общината е 3033 души (към 2010 г.).